# روبرت زان
روبرت زان (بالألمانية: Robert Zahn)‏ هو عالم آثار كلاسيكية ألماني، ولد في 9 يناير 1870 في بروخزال في ألمانيا، وتوفي في 27 نوفمبر 1945 في برلين في ألمانيا.